# Palazzo San José

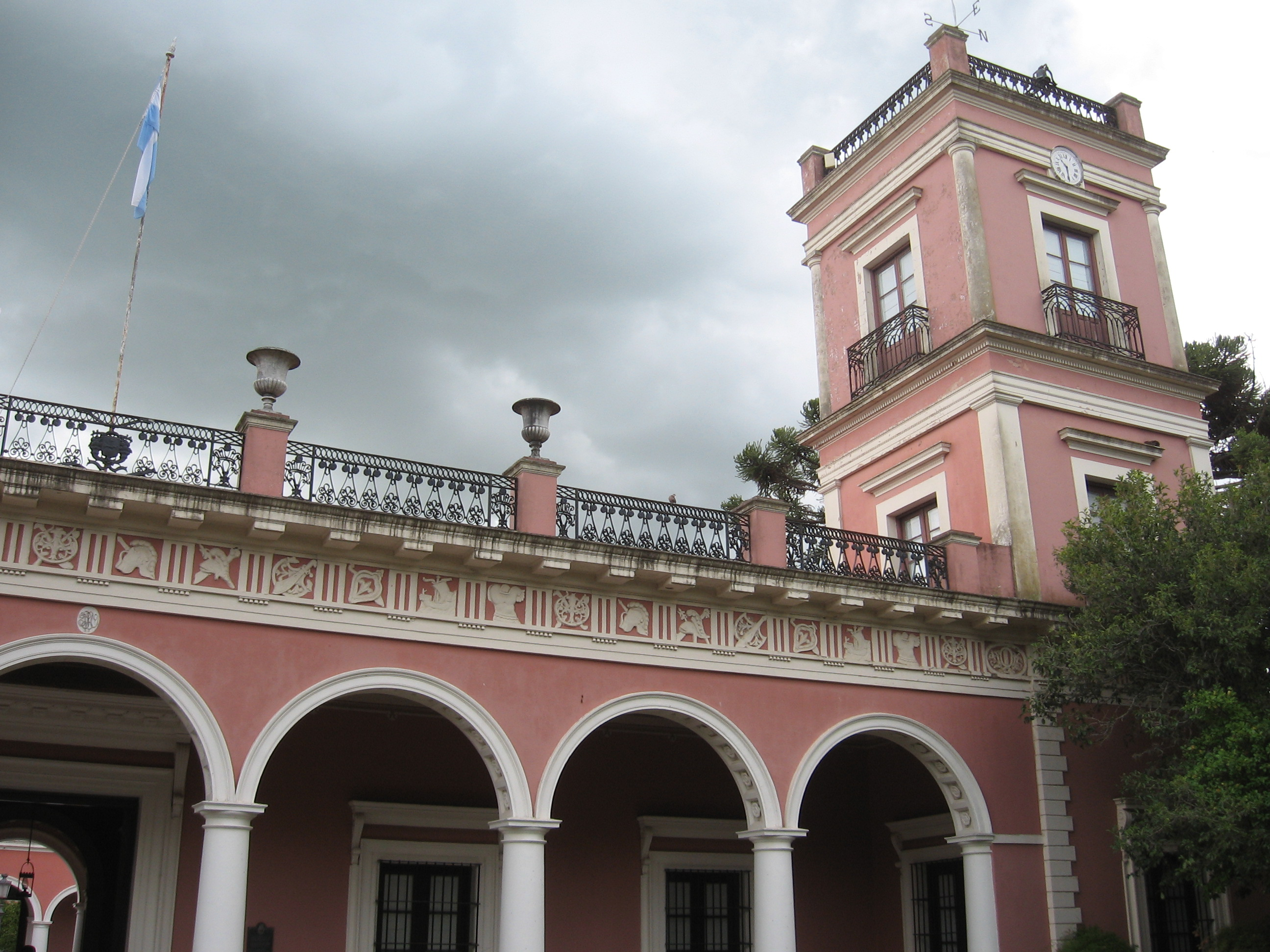
Palazzo San José. Vista di una delle torri del palazzo.

Palazzo San José (in spagnolo Palacio San José) è stata la residenza ufficiale del primo presidente costituzionale dell'Argentina e più volte governatore della Provincia di Entre Ríos, il generale Justo José de Urquiza. Il palazzo è situato nella campagna, a 30 km dalla città di Concepción del Uruguay, nella Provincia di Entre Ríos; fu costruito tra il 1848 e il 1857 sotto la guida dell'architetto italiano Pietro Fossati e ospita dal 1935 il Museo Nazionale Justo José de Urquiza.

## Il Palazzo
La costruzione del palazzo fu incominciata nel 1848 sotto la direzione dell'architetto Jacinto Dellepiane, ma prese la sua forma definitiva dopo l'affidamento dell'opera all'architetto italiano Pietro Fossati, che la terminò nel 1857. Nel frattempo l'edificio, oltre che la residenza del caudillo Justo José de Urquiza, divenne il centro politico dapprima della Provincia di Entre Ríos e dopo la battaglia di Caseros dell'intera Confederazione Argentina.

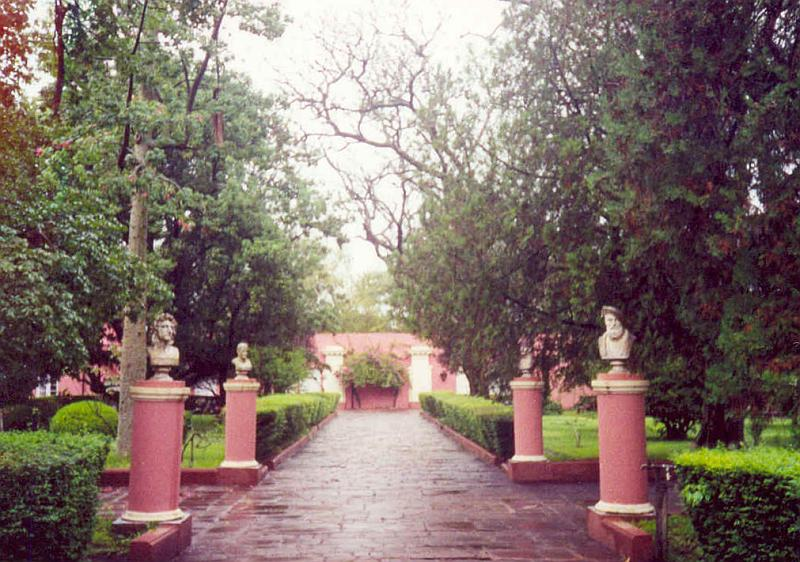
Giardino di Palazzo San José

Il palazzo è costruito secondo lo stile architettotico italianizzante. La residenza principale è articolata attorno a due cortili ed è composta di 38 stanze; nel giardino posteriore si trovano sette dipendenze di servizio, una cappella la cui cupola è stata decorata dal pittore uruguaiano Juan Manuel Blanes, una piccionaia e un lago artificiale dell'estensione di 20.000 m². L'intera proprietà occupa un'area di 2.500 ha.
Nel palazzo Urquiza, che vi passò gli ultimi 20 anni della sua vita con la moglie e i figli, fu raggiunto dai congiurati che lo uccisero l'11 aprile 1870. Nel tentativo di difendersi, il caudillo lasciò sul vetro della porta del dormitorio l'impronta sanguinante della sua mano, ancora visibile.
Palazzo San José fu dichiarato “Monumento storico nazionale” il 30 agosto 1935; il museo fu invece inaugurato nel 1936. A causa della sua valenza storica il 24 agosto 1994 fu giurata nell'edificio la nuova Costituzione della Repubblica Argentina.